# ヨハン・ゲオルク・ヒルテンシュペルガー
ヨハン・ゲオルク・ヒルテンシュペルガー（Johann Georg Hiltensperger、1806年2月21日 - 1890年6月13日）はドイツの画家である。歴史画、装飾画を描き、ミュンヘン美術院の教授も務めた。

## 略歴
現在のバイエルン州のハルデンヴァンク(Haldenwang)で生まれた。画家のヴァイス(L. Weiß)に学んだ後、ミュンヘン美術院でヨハン・ペーター・フォン・ランガーに学び、デュッセルドルフ美術アカデミーでペーター・フォン・コルネリウスに学んだ。
1825年にミュンヘンに戻り、バイエルン王国の国王ルートヴィヒ1世やマクシミリアン2世から注文を受けて、ミュンヘンの宮殿などに壁画や装飾画を描いた。ミュンヘンのキリスト教美術協会(Verein für Christliche Kunst)の会員になった。
ヒルテンシュペルガーが装飾画を描いた建物にはミュンヘンのホーフガルテンの建物、ミュンヘン・レジデンツ、ミュンヘン中央郵便局、ミュンヘン宮廷劇場(後のNationaltheater München)などがあり、サンクトペテルブルクのエルミタージュ美術館にも古代の美術の歴史を描いた何点かの壁画を制作した。アンデクスの修道院の装飾画も描いた。
ミュンヘン美術院の教授も務め、教えた学生にはクラウディウス・シュラウドルフ(Claudius Schraudolph der Jüngere:1843-1902)らがいる。
ミュンヘンで死去した。

## 作品

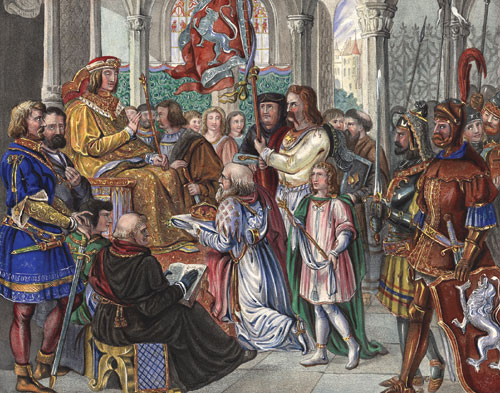
ボヘミア王位を拒絶するアルブレヒト3世
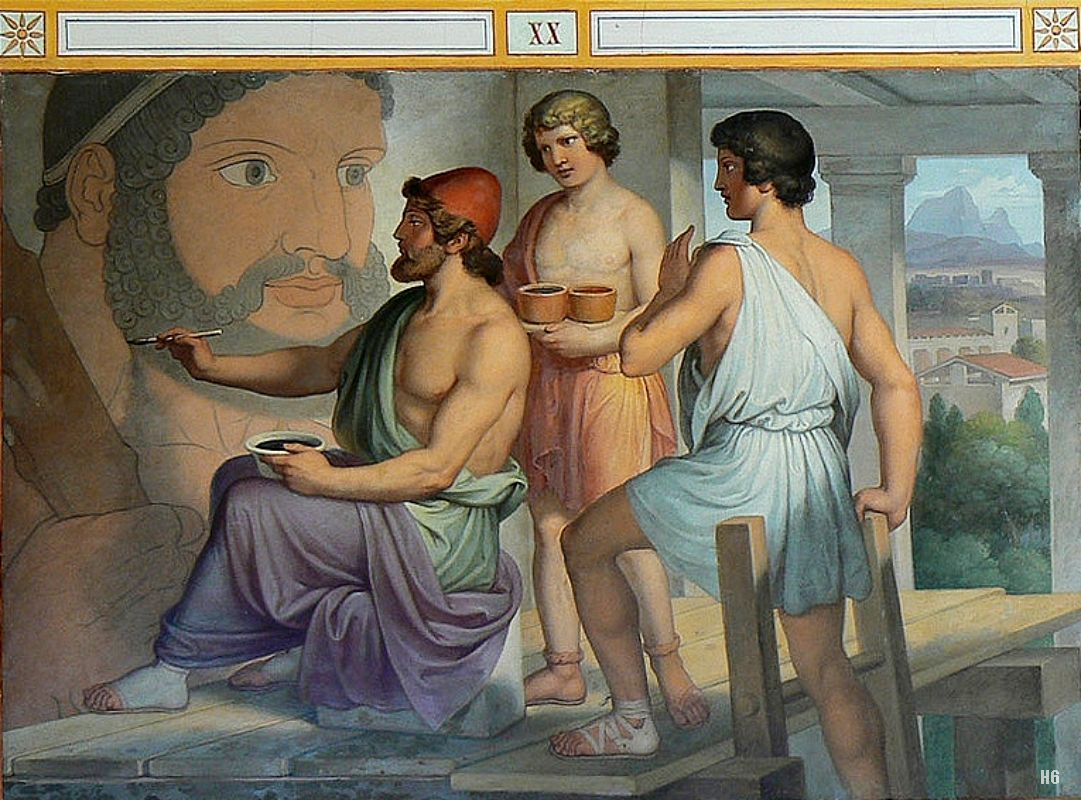
古代の美術の歴史から
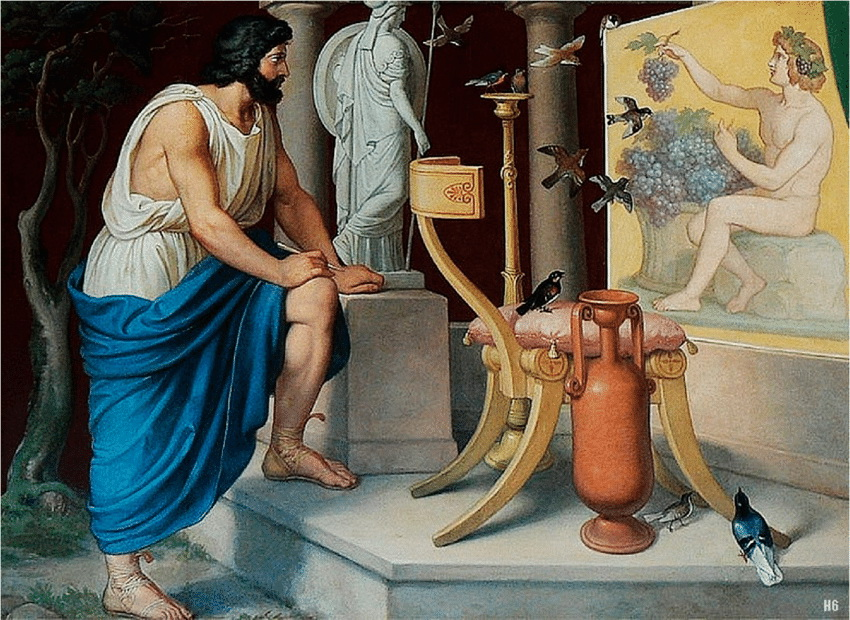
古代の美術の歴史から
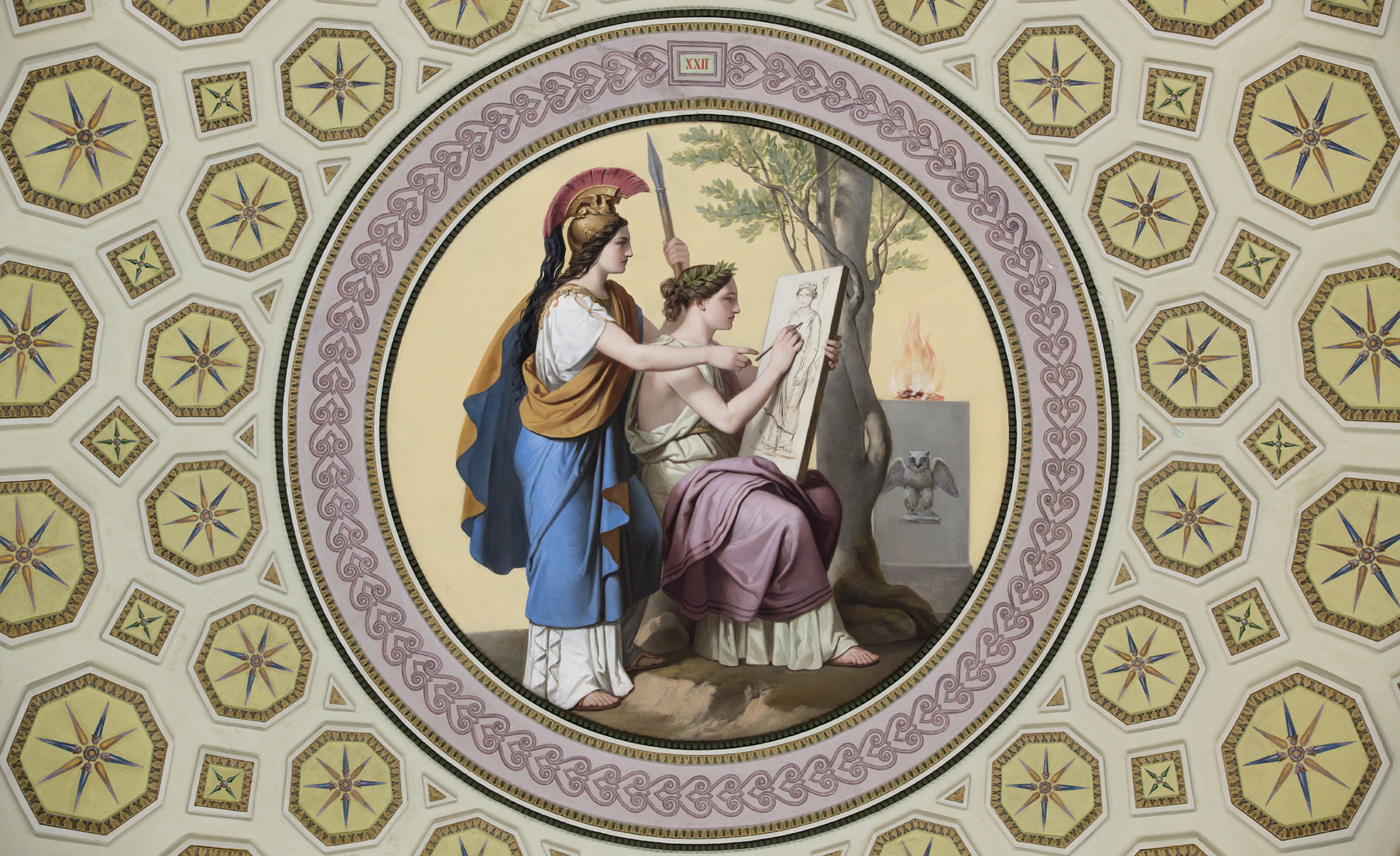
古代の美術の歴史から